# Chiesa di Santa Maria (Grosseto)
La chiesa di Santa Maria è la chiesa parrocchiale di Alberese, frazione del comune di Grosseto.

## Storia
L'edificio religioso fu costruito a partire dal 1933, quando il conte Valentino Orsolini Cencelli, presidente dell'Opera Nazionale Combattenti, affidò l'incarico per la sua progettazione all'ingegnere Enzo Fedi. I lavori terminarono nel 1936, anno in cui il luogo di culto venne solennemente consacrato.
La chiesa e la canonica furono costruite per svolgere le funzioni parrocchiali del borgo di Alberese, fondato ai piedi della Villa Granducale con l'apporto dell'Opera Nazionale Combattenti. Il precedente edificio di culto della frazione, cappella gentilizia della villa, era infatti divenuto insufficiente per svolgere le funzioni di parrocchia in un contesto che vedeva un progressivo aumento di popolazione.
Il progetto neoromanico dell'ingegner Fedi si ispirò a quelli che erano gli elementi stilistici e decorativi che contraddistinguevano originariamente la vicina abbazia di San Rabano prima del suo abbandono.

## Descrizione

### Esterno
La chiesa di Santa Maria si presenta in stile neoromanico, con la facciata tripartita per la suddivisione interna in tre navate.
Una breve gradinata precede il portale d'ingresso centrale architravato con arco a tutto sesto, sopra il quale sporge sulla facciata un ampio arco decorativo; molto pregevoli e caratteristiche sono le decorazioni degli stipiti del portale che rievocano lo stile medievale. Ciascuna delle due partizioni laterali della facciata si caratterizza per la presenza di una monofora a tutto sesto, mentre la partizione centrale, più alta, al di sopra della monofora presenta una nicchia in cui è collocata una statua. La parte sommitale dell'intera facciata culmina con un coronamento ad archetti ciechi.
I fianchi laterali della chiesa si caratterizzano per la presenza di una serie di monofore, sia sulle pareti esterne dei fianchi laterali che su quelle più elevate che delimitano la più alta navata centrale. Presso la parte posteriore di ciascuna delle due fiancate si apre un portale architravato con arco a tutto sesto che delimita una lunetta.
Il campanile si eleva dietro la parte posteriore del fianco sinistro della chiesa, riprendendo i motivi bicromatici che caratterizzano, sia la facciata principale che i fianchi laterali. La torre campanaria, a più ordini, presenta una serie di aperture con archi a tutto sesto, prima a monofora, poi a bifora, infine a trifora, con colonnine di spartizione munite di pregevoli capitelli sommitali. La parte apicale termina con cuspide piramidale a sezione quadrata.

### Interno

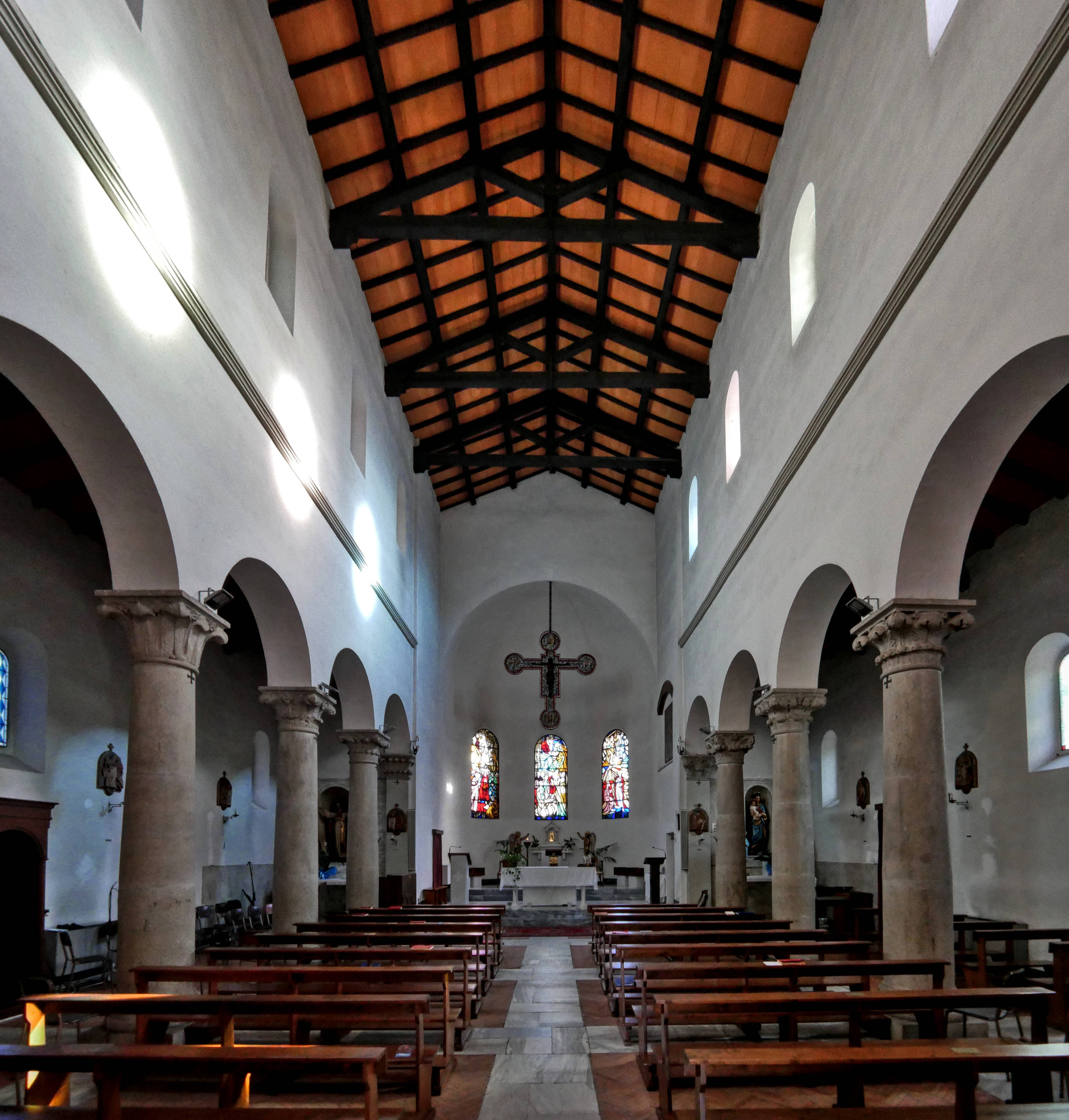
L'interno

All'interno, la chiesa è suddivisa in tre navate, delimitate tra loro da una serie di colonne in trachite con pregevoli capitelli decorati che danno l'appoggio alle arcate a tutto sesto.
La navata centrale termina con un'abside di forma semicircolare, ove si aprono tre monofore arricchite da vetrate che permettono di illuminarlo. La stessa navata centrale e quella laterale destra terminano con la presenza di un altare, mentre quella sinistra è chiusa dalla presenza del fonte battesimale in marmo bianco e rosa. Sopra l'altare maggiore spicca la presenza di un Crocifisso ligneo.
Le pareti interne si presentano rivestite con intonaco nell'area absidale e nella parte alta delle navate.